# The Gray Man
The Gray Man (titulada como El hombre gris en Hispanoamérica y El agente invisible en España) es una película de suspenso y de acción estadounidense de 2022 dirigida por Anthony y Joe Russo, quienes produjeron la película con Mike Larocca, a partir de un guion coescrito con Christopher Markus y Stephen McFeely, basado en la novela de 2009 del mismo nombre de Mark Greaney.
Producida por la compañía de los hermanos, AGBO, la película está lista para comenzar una franquicia desarrollada recientemente basada en la novela y protagonizada por Ryan Gosling y Chris Evans en los papeles principales.
La película es distribuida y transmitida por Netflix, con un presupuesto de producción de 200 millones de dólares, lo que la convierte en la película más cara jamás realizada por Netflix.

## Premisa
Court Gentry, un agente veterano de la CIA, es traicionado por su propia agencia, lo que lo obliga a convertirse en un fugitivo. Lloyd Hansen, un ex colega suyo en la agencia, es enviado a cazarlo.

## Argumento
En 2003, Donald Fitzroy, alto funcionario de la CIA, visita a un prisionero llamado Courtland Gentry. Ocho años antes, Courtland era un menor condenado por matar a su padre abusivo para proteger a su hermano. Fitzroy le ofrece al hombre su libertad a cambio de trabajar como asesino en el programa Sierra de la CIA.
En 2021, en una misión en Bangkok, Courtland, ahora conocido como "Sierra Six", está trabajando con su compañero agente de la CIA Dani Miranda para asesinar a un objetivo sospechoso de vender secretos de seguridad nacional. No puede hacerlo sigilosamente sin dañar a los civiles y ataca al objetivo directamente, hiriéndolo de muerte. Antes de morir, el objetivo revela que trabajó en el programa Sierra como Sierra Four y le entrega a Six un disco encriptado que detalla la corrupción del oficial de la CIA Denny Carmichael, quien es el agente principal en la misión de asesinato. Carmichael es esquivo sobre el verdadero propósito de la misión y el contenido del disco cuando se enfrenta a Six, y Six se niega a ser evacuado de Bangkok con los hombres de Carmichael, y llama a Fitzroy, ahora retirado, para solicitar la extracción. Carmichael contrata al mercenario Lloyd Hansen, un exagente de la CIA expulsado de la agencia por sus tendencias sociópatas, para rastrear a Six y recuperar el disco. Hansen lo hace secuestrando a la sobrina de Fitzroy, Claire, lo que obliga a Fitzroy a autorizar el asesinato de Six por parte del equipo de extracción. Sin embargo, Six los mata y escapa.
Frustrado, Carmichael envía a su subordinada Suzanne Brewer para supervisar a Hansen y mantenerlo a raya. Hansen mantiene a Claire como rehén en una mansión en Croacia, donde ha basado sus operaciones. Hansen también ofrece una recompensa por la cabeza de Six para atraer a mercenarios y asesinos que lo persigan. Six se dirige a Vienna para encontrar el número de serie del marcapasos de Claire de Laszlo Sosa, pero Sosa lo traiciona por la recompensa. Six escapa justo cuando Hansen llega con su equipo y es rescatado por Miranda. La reputación de Miranda está hecha trizas después de la misión de Bangkok e inicialmente planea traerlo para salvar su carrera en la CIA. Six la convence de que lo lleve al apartamento de Cahill en Praga, donde descifra el disco, lo que revela el alcance de la corrupción de Carmichael en nombre de un misterioso benefactor que trabaja para un gobierno en la sombra. Hansen envía varios equipos de asesinos a la casa de Cahill, y Cahill, con una enfermedad terminal, hace explotar su casa para darles a Six y Miranda la oportunidad de escapar.
Six es arrestado y esposado en la plaza. Sigue un tiroteo en las calles de Praga y Six escapa en un tranvía. Se produce una larga persecución y tiroteo, y Six es salvado por Miranda, en el coche a prueba de balas de Cahill. Los dos se infiltran en un hospital para localizar a Claire a través de la transmisión de señal inalámbrica de su marcapasos. El mercenario "Lobo Solitario" les roba el disco, los deja inconscientes y se lleva a Hansen. Six y Miranda siguen el marcapasos hasta la base de Hansen. Miranda crea una distracción mientras Six se infiltra en la mansión y rescata a Fitzroy y Claire. Fitzroy es herido de muerte mientras huyen y se sacrifica en un intento fallido de matar a Hansen. Miranda noquea a los hombres de Hansen, pero Lone Wolf escapa por poco. Derrota a Miranda en una pelea, pero le da el impulso, disgustado con la voluntad de Hansen de matar niños y su falta de moral.
Hansen logra tomar a Claire como rehén y la arrastra a un laberinto de setos. Después de un enfrentamiento, Hansen suelta a Claire y pelea con Six. Antes de que Six pueda matarlo, Hansen es asesinado a tiros por Brewer, quien le dice a Six que planea culpar a Hansen de las acciones de Carmichael para ganar influencia sobre él. Además, Brewer promete la seguridad de Claire, pero solo si Six continúa trabajando para la CIA. Six y Miranda se ven obligados a cooperar en el encubrimiento, donde finalmente no se toman medidas contra Carmichael. Después del interrogatorio en la sede de la CIA, Miranda amenaza con matar a Carmichael si Claire sufre algún daño. Six escapa de la custodia y libera a Claire, que está detenida en un lugar secreto.

## Reparto
- Ryan Gosling como Court Gentry/Sierra Seis
- Chris Evans como Lloyd Hansen
- Ana de Armas como Dani Miranda
- Dhanush
- Jessica Henwick
- Wagner Moura como Laszlo Sosa
- Julia Butters como Claire Fitzroy
- Regé-Jean Page
- Billy Bob Thornton como Donald Fitzroy
- Alfre Woodard como Maurice Cahill
- Callan Mulvey
- Eme Ikwuakor como Mr. Felix
- Scott Haze
- Michael Gandolfini
- Sam Lerner
- Robert Kazinsky como Perini
- Deobia Oparei

## Producción
El proyecto se estableció por primera vez en New Regency, con James Gray listo para dirigir un guion escrito por Adam Cozad en enero de 2011. Inicialmente Brad Pitt fue elegido para protagonizar, pero en octubre de 2015 él y Gray ya no estaban involucrados en la película. Charlize Theron entró en conversaciones para protagonizar una versión de la película con cambio de género en Sony Pictures, con Anthony y Joe Russo escribiendo el guion.
No se anunció ningún desarrollo adicional hasta julio de 2020, cuando se anunció a los hermanos Russo para dirigir la película, a partir de un guion de Joe Russo, Christopher Markus y Stephen McFeely, para Netflix, con la intención de generar una franquicia. Ryan Gosling y Chris Evans fueron elegidos para protagonizar la película. En diciembre, se agregaron al elenco Ana de Armas, Jessica Henwick, Wagner Moura, Dhanush y Julia Butters. Regé-Jean Page, Billy Bob Thornton, Alfre Woodard, Eme Ikwuakor y Scott Haze se unió al elenco de marzo de 2021. Un artículo de abril sobre el rodaje en Praga había incluido a Michael Gandolfini en el reparto. En mayo de 2021, Deobia Oparei se unió al elenco de la película.
La filmación debía comenzar el 18 de enero de 2021 en Long Beach, California, pero se retrasó hasta el 1 de marzo. Page concluyó su papel en el primer mes de rodaje. Se filmó en Europa en primavera, con locaciones como Praga, República Checa y el Palacio de Chantilly en Francia. El rodaje en Praga tuvo lugar el 27 de junio de 2021. El rodaje terminó el 31 de julio de 2021.

## Recepción
The Gray Man recibió reseñas generalmente mixtas de parte de la crítica y de la audiencia. En el sitio web especializado Rotten Tomatoes, la película posee una aprobación de 44%, basada en 272 reseñas, con una calificación de 5.6/10, mientras que de parte de la audiencia tiene una aprobación de 68%, basada en más de 5000 votos, con una calificación de 3.6/5.
El sitio web Metacritic le dio a la película una puntuación de 49 de 100, basada en 55 reseñas, indicando "reseñas mixtas o promedio". En el sitio IMDb los usuarios le asignaron una calificación de 6.5/10, sobre la base de más de 228 000 votos, mientras que en la página web FilmAffinity la cinta tiene una calificación de 5.6/10, basada en 10 040 votos.